# .gn
.gn е интернет домейн от първо ниво за Гвинея. Изисква се да има местни контакти за регистрация на домейн под .gn. Администрира се от PSGnet. Представен е през 1994 г.

## Домейни от второ ниво
- .com.gn
- .ac.gn
- .gov.gn
- .org.gn
- .net.gn